# Sansol
Sansol è un comune spagnolo di 109 abitanti situato nella comunità autonoma della Navarra.